# Герб Фороса
Герб Фороса — офіційний символ селища міського типу Форосу Ялтинської міськради затверджений 5 серпня 2005 року рішенням № 4.1 XL сесії селищної ради. Автори герба: Маскевич Олег Іванович і Коновалов Віктор Іванович.

## Опис герба
Щит перетятий перекинутою срібною кроквою, на якій три чорні декоративні чаші з квітковим орнаментом і ручками у вигляді Амурів. У верхньому червоному полі срібна Фороська церква з золотими куполами. У нижньому лазуровому полі срібна «троянда вітрів», із срібним сяйвом, яке виходить від неї, що вказує нижнім подовженим променем на латинську літеру S. Праворуч і ліворуч від «троянди вітрів» античні алегоричні зображення південного вітру (юнак із срібними крилами, у срібному одязі, що тримає в руках золоту амфору), і північного (чоловік із срібними крилами, у срібному одязі, що тримає в руках срібну раковину).

## Значення символів
Срібна церква зображує реально існуючий храм Воскресіння Христова, зведений у 1892 році власником Фороса Олександром Кузнєцовим. Храм є візитівкою Фороса й одним із символів південного узбережжя Криму. Декоративні чавунні чаші є найвідомішими елементами одного з найкрасивіших куточків Фороса — маєтку мецената О. Г. Кузнєцова. Гармонійно вписаний у навколишній ландшафт двоповерховий будинок і унікальний парк із штучними озерами й екзотичними рослинами перетворили Форос в одну із найяскравіших перлин узбережжя.
«Роза вітрів», що вказує подовженим кінцем на південь, означає розташування селища в найпівденнішій точці Криму. Сяйво, що виходить від «троянди вітрів», нагадує про маяк на мисі Мишоїд, а також про один із варіантів перекладу назви селища («маяк»).
Відмінною рисою фороського клімату є часті вітри. Сама назва селища в загальноприйнятому тут варіанті перекладається як «вітер», «порив вітру». У гербі це відбито античним алегоричним зображенням південного і північного вітрів.

## Символіка кольорів
Червоний колір символізує мужність, хоробрість, життєствердну силу, срібло — чистоту помислів, щирість і віру, лазур — красу і велич навколишньої природи.